# Mode Gakuen Cocoon Tower

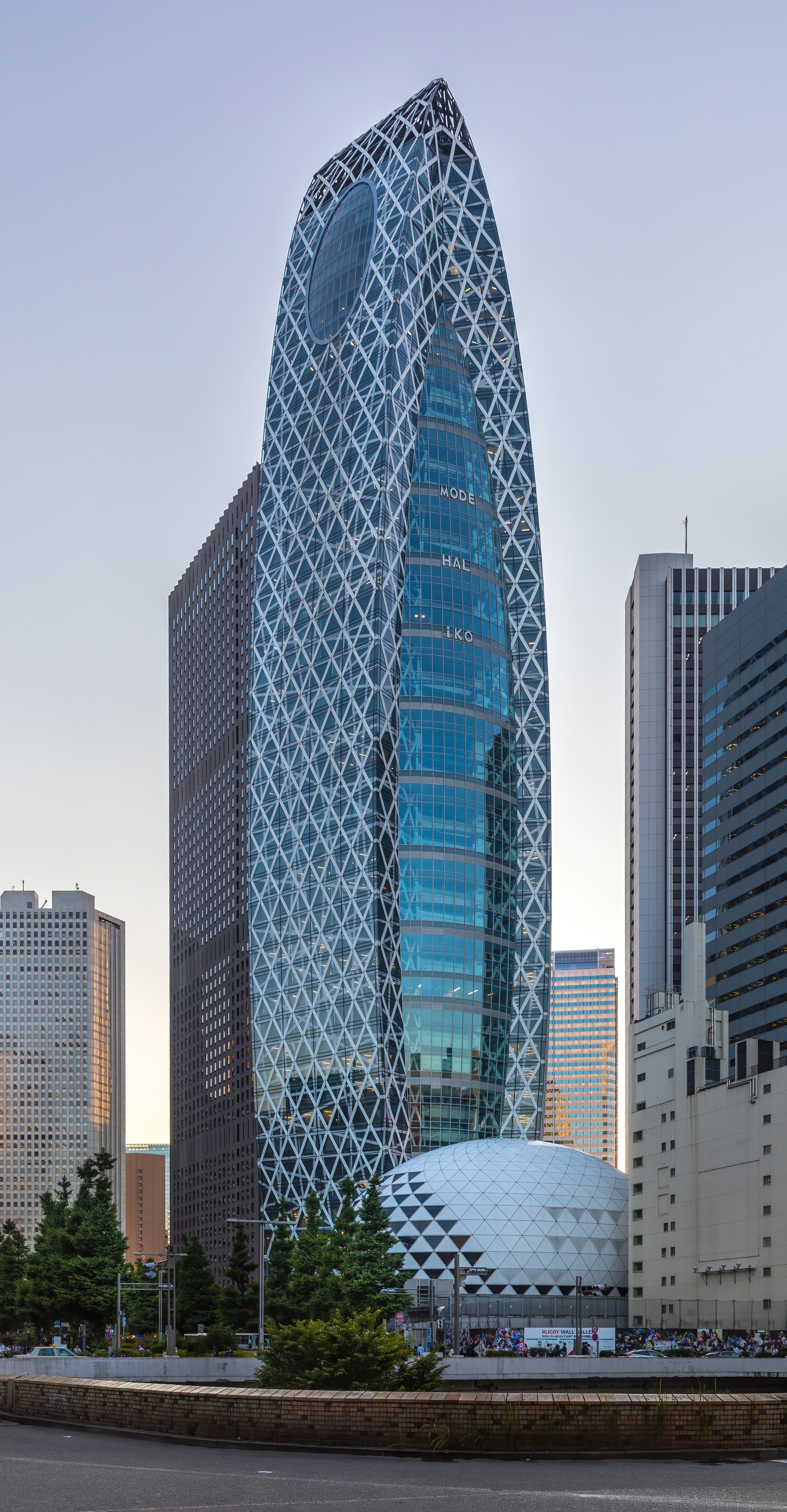
Mode Gakuen Cocoon Tower, le soir avec du ciel bleu. D'une hauteur de 204 mètres, avec 50 étages, ce gratte-ciel a pour fonction d'abriter une école de design et d'architecture. Il a été construit à Tokyo au Japon de 2006 à 2008 dans le quartier d'affaires Shinjuku à l'initiative de l'école de mode, Mode Gakuen. Photo juin 2019.

La Mode Gakuen Cocoon Tower est un gratte-ciel ayant pour fonction d'abriter une école de design et d'architecture. Elle a une hauteur de 204 mètres et a été construite à Tokyo de 2006 à 2008 dans le quartier d'affaires Shinjuku à l'initiative de l'école de mode, Mode Gakuen.

## Design
À l'issue de la compétition organisée, c’est le cabinet d'architecture Tange Associates (créé par Kenzo Tange) qui est sélectionné pour construire un immeuble en forme de cocon symbolisant la protection accordée aux étudiants. L’immeuble est récompensé en février 2009 par l’Emporis Skyscraper Award, récompensant le gratte-ciel le plus remarquable de l'année 2008. Le design de la tour est en effet l’un des plus originaux du Japon, où se construisent depuis les années 2000 beaucoup de gratte-ciels sans grande recherche de style.
Avant de choisir un projet pour son nouvel emplacement à Tokyo, Mode Gakuen a organisé un concours demandant aux architectes de soumettre des propositions de conception pour le bâtiment. La seule condition était que le bâtiment ne puisse pas être rectangulaire. Mode Gakuen a reçu plus de 150 propositions émanant d'une cinquantaine d'architectes. La proposition gagnante était une structure en forme de cocon conçue par Tange Associates. Selon Tange Associates, la forme en cocon du bâtiment symbolise un bâtiment qui nourrit les étudiants à l'intérieur. L'aluminium blanc et l'extérieur en verre bleu foncé forment la coque incurvée de la structure, qui est quadrillée par une bande de lignes diagonales blanches lui donnant le nom de “Cocoon Tower”. Un porte-parole de Tange Associates a déclaré que son objectif était d'utiliser le bâtiment pour revitaliser les environs et créer une passerelle entre la gare de Shinjuku et le quartier central des affaires de Shinjuku.
Construite sur l'ancien site du siège de la société Asahi Mutual Life Insurance Company, aujourd'hui démolie, la construction de la tour Mode Gakuen Cocoon a débuté en mai 2006 et s'est achevée en octobre 2008. Cette tour de 50 étages, haute de 204 mètres, est le deuxième plus haut bâtiment éducatif au monde (surpassé seulement par le bâtiment principal de l’Université d'État de Moscou) et le 17e plus haut bâtiment de Tokyo.
La surface de plancher de la tour est de 80 900 m2.
Le campus vertical peut accueillir 10 000 étudiants dans les trois écoles professionnelles occupant le bâtiment. Tokyo Mode Gakuen, dont le bâtiment porte le nom, est une école de mode. Les autres écoles, HAL Tokyo et Shuto Ikō, sont respectivement des écoles de technologie de l’information et des facultés de médecine, gérées par l’Université Mode Gakuen. Chaque étage de la tour contient trois salles de classe rectangulaires qui entourent un noyau interne. Le noyau interne se compose d'un ascenseur, d'un escalier et d'un puits de service. Tous les trois étages, un salon pour étudiants sur trois niveaux est situé entre les salles de classe et fait face à trois directions : est, sud-ouest et nord-ouest.
La tour est conçue spécifiquement pour l'environnement. Cela inclut un système de cogénération (cogeneration system), installé dans le bâtiment, qui produit environ 40 % de l’énergie électrique et thermique de la structure. Cela augmente considérablement l’efficacité opérationnelle du bâtiment et diminue les coûts énergétiques. Cela réduit également les émissions potentielles de gaz à effet de serre qui contribuent au réchauffement planétaire. La forme elliptique permet une répartition uniforme de la lumière solaire, limitant ainsi le rayonnement thermique dans l'environnement. La forme assure également la dispersion aérodynamique des forts courants de vent ; un problème important, dans ce district de grande hauteur qui attire des rafales de vent importantes et potentiellement dommageables.